# Космическая погода
Космическая погода (англ. space weather) — в широком употреблении термин появился в 1990-х годах, как охватывающий наиболее практически важные аспекты науки о солнечно-земных связях. Раздел научных знаний, называемый «Солнечно-земные связи», посвящён изучению совокупности всех возможных взаимодействий гелио- и геофизических явлений. Эта наука лежит на стыке физики Солнца, солнечной системы и геофизики и занимается исследованием влияния солнечной переменности и солнечной активности через межпланетную среду на Землю, в частности на магнитосферу, ионосферу и атмосферу Земли. В строго научном смысле к космической погоде относится динамическая (с характерными временами — сутки и менее) часть солнечно-земных связей, а по аналогии с земными процессами более стационарная часть часто называется «Космическим климатом». В практическом смысле к тематике космической погоды относятся, например, вопросы прогноза солнечной и геомагнитной активности, исследования воздействия солнечных факторов на технические системы (радиопомехи, радиационная обстановка и пр.), воздействия на биологические системы и людей. Одним из первых употребил понятие и словосочетание «космическая погода» А. Л. Чижевский в одной из своих публикаций начала XX века. Его доклад на биофизическом конгрессе был официальным признанием нового научного направления. Успехи в разработке основ гелиобиологии послужили избранием его в 1927 году почётным членом Академии наук США как основателя изучения влияния космической погоды на биосферу и ноосферу (психофизиологию и социальные процессы).

## Геомагнитная активность
К геомагнитным эффектам космической погоды в основном относятся магнитные суббури и магнитные бури.

## Космическая радиация
Радиация (часто также используется термин «ионизирующее излучение») — потоки элементарных частиц, ядер и электромагнитных квантов в широком диапазоне энергий, взаимодействие которых с веществом вызывает ионизацию его атомов и молекул, разрушение атомной и молекулярной структуры вещества. Радиация приводит к негативным последствиям как в различных технических устройствах, так и в биологических объектах. Основные практически важные источники космической радиации — это галактические космические лучи (энергетический спектр до 1019 эВ/нуклон), солнечные космические лучи (в диапазоне энергий до 1000 МэВ), электроны (до 10 МэВ) и ионы (до 400 МэВ) радиационных поясов Земли, а также солнечные кванты рентгеновского и гамма излучений. Наиболее радиационно-опасными являются частицы с энергиями более 30-50 МэВ. Для большинства типов космической радиации основным механизмом передачи энергии веществу являются ионизационные потери, то есть вырывание электрона с внешней оболочки атома за счёт передачи ему части энергии налетающей частицы или генерация электронно-дырочных пар в веществе. Кроме этого, для частиц с энергией, превышающей несколько 100 МэВ/нуклон, возможны ядерные реакции, порождающие значительное вторичное излучение (нейтроны, мезоны, гамма-кванты и фрагменты ядер), которое также следует учитывать при анализе радиационной обстановки.

## Влияние на распространение радиоволн
Существование многих видов радиоволн и их применение для радиосвязи становятся возможными только благодаря наличию ионосферы. Различные возмущения ионосферы оказывают существенное влияние на распространение радиоволн вплоть до их полного поглощения или отражения, в результате чего радиосвязь между отдельными регионами на Земле может иметь заметные помехи или вовсе отсутствовать в некоторых частотных диапазонах длительное время. Изменение состояния ионосферы при активных процессах на Солнце происходит за счет возрастания потока ионизирующего излучения от Солнца, как электромагнитного — в основном рентгеновского, гамма и ультрафиолетового излучения (достигает Земли за 8 минут), так и корпускулярного — солнечные космические лучи (достигают Земли за время от нескольких десятков минут до суток), а также за счет возрастания геомагнитной активности.

## Изменение орбит спутников
Изменения орбит искусственных спутников Земли происходит в результате нагрева верхней атмосферы, увеличения её размеров, возрастания концентрации и силы трения на отдельных участках траектории спутника. Это приводит к торможению спутника, изменению его орбиты и даже возможному падению. С этим эффектом связывается падение американского космического аппарата Скайлэб (Skylab) в 1979 г.

## Геоиндуцированные токи
Магнитосферные и ионосферные электрические токи создают на поверхности Земли вариации геомагнитного и геоэлектрического поля, вызывающие так называемые геоиндуцированные (паразитные) токи (ГИТ) в длинных (многокилометровых) проводящих системах. Если в магнитоспокойное время эти вариации незначительны, то в магнитоактивные периоды ГИТ могут достигать десятки и даже сотни ампер, влияя на работу систем энергоснабжения, а также целого ряда других наземных технических систем, в которых длинные проводящие линии являются необходимым компонентом (трубопроводы, линии связи, железные дороги). Наиболее известной в этом смысле стала авария, вызванная магнитной бурей 13 марта 1989 г., в ходе которой 6 миллионов человек и большая часть промышленности канадской провинции Квебек на 9 часов остались без электричества.

## Влияние на биологические объекты
Погодные условия, связанные как с космической, так и с земной погодой, представляют собой многофакторное воздействие на биологические объекты и организм человека, при этом реакция организма зависит от его магнито- и метеочувствительности, которые имеют различные индивидуальные пороги на протяжении жизни. При крайне низкой энергии воздействия факторов космической погоды по сравнению с факторами земной погоды (температура, давление и т. д.) гелиогеофизические факторы воздействуют на организмы опосредовано: гелиогеомагнитные ритмы завели «биологические часы», так же как освещенность и температура сформировали циркадианный (суточный) эндогенный ритм, а гелиогеомагнитные возмущения вносят «сбои» гелиогеомагнитных ритмов и должны вызывать реакцию адаптивного стресса у биологических объектов, в особенности, в состоянии их неустойчивости или болезни. Характерными мишенями геомагнитных и метеовоздействий являются кровеносная система, сердечно-сосудистая система, вегетативная нервная система, легкие, а основные группы риска: I — больные с патологией сердечно-сосудистой системы, в особенности перенёсшие инфаркт миокарда; II — здоровые люди с функциональным перенапряжением адаптационной системы (космонавты, летчики трансконтинентальных перелетов, операторы и диспетчеры энергетических станций, аэропортов и т. д.); III — дети в период бурного развития с несформировавшейся адаптационной системой.
Следует отметить, что прогноз и профилактика эффектов космической и земной погоды должны быть адресными и адресоваться, в основном, специалистам, работающим с группами риска, для того чтобы не вызывать излишнего ажиотажа и ложных стрессов у мнительных, но не метео- или магниточувствительных людей, и применения профилактических и лечебных средств теми, кто в них не нуждается.

## Предсказание эффектов космической погоды
В настоящее время точные математические модели, описывающие процессы солнечно-земной физики, отсутствуют. Поэтому в основу прогнозов положены феноменологические, вероятностные модели, то есть модели, описывающие последовательность физических явлений, каждый шаг которой может выполняться с некоторой вероятностью менее 100 %, и вероятность реализации полной цепочки может быть ниже порога, когда её можно учитывать на практике. Используют 27-45-суточный, 7-суточный, 2-суточный и 1-часовой прогноз. Каждый из этих типов прогнозов использует разность в скорости электромагнитного сигнала и скорости распространения возмущения и опирается на дистанционное наблюдение явления на Солнце или локальное измерение вблизи Земли.
27-45-суточный прогноз опирается на текущие наблюдения Солнца и предсказывает возмущения на Солнце в период, когда через оборот Солнца, составляющий 27 суток, в сторону Земли будет обращена та же сторона Солнца.
7-суточный прогноз опирается на текущие наблюдения Солнца вблизи восточного лимба и предсказывает возмущения Солнца, когда область вблизи лимба переместится к линии Солнце-Земля (к центральному меридиану).
2-суточный прогноз опирается на текущие наблюдения Солнца, когда вблизи центрального меридиана произошли явления, которые могут повлечь за собой возмущения в околоземном пространстве (возмущения плазмы от Солнца к Земле распространяются в среднем от 1,5 до 5 суток, солнечные космические лучи — несколько часов).
1-часовой прогноз опирается на прямые измерения параметров плазмы и магнитного поля на космических аппаратах, расположенных, как правило, в передней либрационной точке L1 на расстоянии 1,5 млн км от Земли вблизи линии Солнце-Земля.
Надежность 2-суточного и 1-часового прогноза составляют, соответственно, около 30-50 % и 95 %. Остальные прогнозы носят лишь общий информационный характер и имеют ограниченное практическое применение.